# Microbrachis
Microbrachis és un gènere extint de lepospòndil que visqueren a la fi del període Carbonífer en el que avui és la República Txeca.
Microbrachis presentava un cos semblant a un caudat, exhibint més de 40 vèrtebres en lloc de la mitjana d'entre 15 i 26 de les seves espècies properes. Tenia una longitud de 15 cm. Probablement va poder nedar a força de moviments laterals del cos tal com fan els peixos sense usar les seves petites extremitats. Microbrachis s'alimentava probablement de plàncton de l'aigua fresca com per exemple de gambes. Microbrachis era pedomòrfic, conservant les brànquies de l'estat larval fins a l'adultesa.